# Dicyema
Genre
Dicyema est un genre animal appartenant à l'embranchement des Rhombozoaires.

## Liste d'espèces
- Dicyema acciacatum McConnaughey, 1949
- Dicyema acheroni McConnaughey, 1949
- Dicyema acuticephalum Nouvel, 1947
- Dicyema aegira McConnaughey & Kritzler, 1952
- Dicyema akashiense Furuya, 2006
- Dicyema apalachiensis Short, 1961
- Dicyema apollyoni Nouvel, 1947
- Dicyema australis Penschaszadeh, 1968
- Dicyema awajiense Furuya, 2006
- Dicyema balamuthi McConnaughey, 1949
- Dicyema balanocephalum Furuya, 2006
- Dicyema banyulensis Furuya & Hochberg, 1999
- Dicyema benedeni Furuya & Hochberg, 1999
- Dicyema bilobum Couch & Short, 1964
- Dicyema briarei Short, 1961
- Dicyema caudatum Bogolepova, 1960
- Dicyema clavatum
- Dicyema colurum Furuya, 1999
- Dicyema dolichocephalum Furuya, 1999
- Dicyema erythrum Furuya, 1999
- Dicyema hadrum Furuya, 1999
- Dicyema helocephalum Furuya, 2006
- Dicyema hypercephalum Short, 1961
- Dicyema irinoense Furuya, 2005
- Dicyema irintosaenseoense Furuya, 2005
- Dicyema japonicum
- Dicyema koshidai Furuya & Tsuneki, 2005
- Dicyema leiocephalum Furuya, 2006
- Dicyema lycidoeceum Furuya, 1999
- Dicyema macrocephalum van Beneden, 1878
- Dicyema megalocephalum Nouvel, 1934
- Dicyema microcephalum Whitman, 1883
- Dicyema misakiense Nouvel & Nakao, 1938
- Dicyema monodi Nouvel, 1934
- Dicyema moschatum Whitman, 1883
- Dicyema oligomerum Bogolepova, 1960
- Dicyema orientale Nouvel & Nakao, 1938
- Dicyema paradoxum von Kölliker, 1849
- Dicyema platycephalum Penschaszadeh, 1969
- Dicyema rhadinum Furuya, 1999
- Dicyema rondeletiolae Nouvel, 1944
- Dicyema schulzianum van Beneden, 1876
- Dicyema shorti Furuya, Damian & Hochberg, 2002
- Dicyema sphaerocephalum Furuya, 2005
- Dicyema sphyrocephalum Furuya, 1999
- Dicyema sullivani McConnaughey, 1949
- Dicyema truncatum Whitman, 1883
- Dicyema typoides Short, 1961
- Dicyema typus van Beneden, 1876
- Dicyema whitmani Furuya & Hochberg, 1999